# La Campana Catalana
La Campana Catalana fue una revista editada en Barcelona entre febrero y abril de 1908.

## Historia
La revista, cuyo primer número apareció el 28 de febrero de 1908, cesó su publicación el 29 de abril del mismo año. Fue fundada por José Roca y Roca, alma de La Campana de Gràcia y L'Esquella de la Torratxa. Este, cuando se peleó con la empresa propietaria de estas revistas, trató de fundar una nueva para recoger el público que tenían las otras, pero pronto se vio que la gente no abandonaba las cabeceras conocidas a pesar de que el director se hubiera ido.
En La Campana Catalana colaboraron dibujantes de primer orden como Feliu Elias "Apa", Joan Junceda, Ricard Opisso, Apel·les Mestres, Llorenç Brunet, Ismael Smith, etc., y buena parte de los originales se conservan en la Unidad Gráfica de la Biblioteca de Cataluña, que los catalogó y expuso en 1980.

## Fuente
- Francesc Fontbona: La Campana Catalana, Biblioteca de Cataluña, Barcelona 1980.